# 柏拉圖 (明尼蘇達州)
柏拉圖（英語：Plato）是一個位於美國明尼蘇達州麥克萊德縣的城市。

## 歷史
柏拉圖的郵局自1858年營運至今。此地得名自古希臘哲學家柏拉圖。

## 人口
根據2020年美國人口普查的數據，柏拉圖的面積為0.91平方千米，當中陸地面積為0.90平方千米，而水域面積為0.01平方千米。當地共有人口329人，而人口密度為每平方千米362人。